# Tetilla coronida
Tetilla coronida är en svampdjursart som beskrevs av William Johnson Sollas 1888. Tetilla coronida ingår i släktet Tetilla och familjen Tetillidae.
Artens utbredningsområde är havet kring Heard- och McDonaldöarna. Inga underarter finns listade i Catalogue of Life.